# Charles Todd (Astronom)

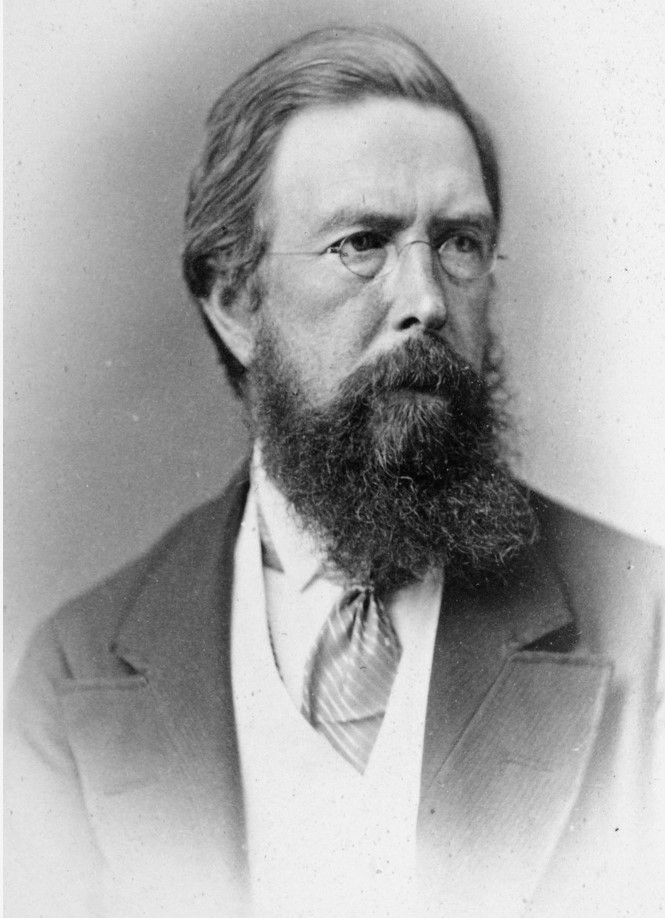
Charles Todd, 1826–1910

Sir Charles Todd (* 7. Juli 1826 in Islington, London; † 29. Januar 1910 in Adelaide) war ein britischer Pionier der Telegraphentechnik und Astronom.

## Leben
Charles Todd war der Sohn eines Lebensmittel- und Teehändlers. Schon im Alter von 15 Jahren kam er zur Ausbildung an das Royal Greenwich Observatory, wo er sieben Jahre verblieb; anschließend war er von 1847 bis 1854 an der Universität Cambridge als Assistent tätig. 1855 wurde er auf Vorschlag und Vermittlung der Universität an das Adelaide Observatory in die Kolonie South Australia versetzt.
Mit seiner damals 18-jährigen Ehefrau Alice kam er am 5. November 1855 in Adelaide an. Seine Aufgaben lagen in Aufbau und Überwachung astronomischer und meteorologischer Beobachtungsstationen, doch sein Hauptinteresse galt der Telegraphie. Nachdem ihm in den Jahren 1856–1859 die Einrichtung mehrerer kleinerer Telegraphenstrecken gelungen war, äußerte er gegenüber dem Gouverneur Sir Richard MacDonnell 1859 erstmals seine Idee, dass es technisch möglich sein müsse, eine komplette Süd-Nord-Überlandleitung durch das zentralaustralische Outback von Port Augusta nach Darwin zu bauen.
Im Januar 1863 wandte sich Todd mit seinen Plänen an die Philosophical Society von Adelaide. 1870 wurde von der Kolonialregierung die gesetzliche Grundlage geschaffen und Charles Todd als Postmaster General mit der Verwirklichung dieses Projekts beauftragt.
Todds Gehilfen, die auf den Spuren der Route, die John McDouall Stuart durch das Red Centre 1862 entdeckt hatte, geeignetes Gelände finden sollten, stießen in der Wüste auf große logistische Probleme. In einigen Teams kamen Arbeiter um, und sie mussten aufgeben. Im tropischen Norden blockierte die Regenzeit die Arbeit; Termiten fraßen die hölzernen Telegraphenmasten an, und es mussten Stahlmasten aus Großbritannien importiert werden.
Populär ist der Name Charles Todd in der Stadt Alice Springs geworden. Hier hatte sein Mitarbeiter William Whitfield Mills in einem trockenen Flussbett eine Wasserstelle entdeckt, die er nach Todds Ehefrau Alice benannte; eine Quelle, wie zuerst vermutet, war dies in Wirklichkeit nicht. Die lokale Telegraphenstation, die die spätere Gründung der Stadt nach sich zog, wurde an dieser Senke, die nicht permanent Wasser führt, errichtet. Nach ihm wurde auch der selten Wasser führende Fluss Todd River benannt.
Trotz aller Schwierigkeiten gelang Todds Plan; die 3200 km lange Süd-Nord-Leitung war am 22. August 1872 fertiggestellt und wurde im Oktober desselben Jahres in Darwin an ein britisches Unterwasserkabel angeschlossen. Am 22. Oktober 1872 wurde die erste telegraphische Nachricht zwischen London und Adelaide ausgetauscht.
Diese Leistung machte Charles Todd auch in Großbritannien bekannt. 1889 wurde er in London zum Mitglied (Fellow) der Royal Society sowie zwei weiterer Königlicher Gesellschaften (Royal Meteorological Society sowie Society of Electrical Engineers) gewählt. Bereits seit 1895 war er Ehrenmitglied (Honorary Fellow) der Royal Society of Edinburgh. Am 3. Juni 1893 wurde er als Knight Commander des Order of St Michael and St George (KCMG) geadelt. Charles Todd behielt bis zum Ende der Kolonialzeit seine Position als Postmaster-General bei und trat 1901 in die Dienste des Commonwealth of Australia ein, das nach Auflösung der Kolonien die Verantwortung für das Telegraphennetz bei sich bündelte. Zwar hatte er die Altersgrenze von 70 Jahren überschritten, doch die Regierung machte für ihn eine Ausnahme, so lange im Staatsdienst bleiben zu können, wie er wollte. Erst im Alter von 78 Jahren (1905) trat er zurück und starb am 29. Januar 1910 in seinem Sommerhaus in Semaphore bei Adelaide. Dabei ist auch der Name Semaphor, als Bezeichnung eines Signalmastes oder optischen Telegraphen, von Todd beziehungsreich gewählt worden.